# Programa da Sabrina
Programa da Sabrina foi um programa de auditório brasileiro exibido pela RecordTV e apresentado por Sabrina Sato entre 26 de abril de 2014 e 30 de março de 2019.

## Antecedentes e produção
Em 16 de dezembro de 2013, Sabrina Sato assinou seu contrato com a Rede Record. Inicialmente, ela iria apresentar uma edição do Domingo da Gente e um novo reality show, com formato da Fremantle, cujos direitos foram adquiridos pela Record. O reality show em questão é o My Man Can, ou Meu Marido Pode, que será um game show no programa de Sabrina. Seu novo programa seria exibido aos domingos, mas diretores da emissora temiam que fosse vista como uma salvação dos domingos da emissora, assim como foi com Gugu Liberato em 2009. A inexperiência de Sabrina teria levado a Record a trocar seu programa de domingo para o sábado. Sabrina disse que suas inspirações são Oprah Winfrey e Ellen DeGeneres. Ela também disse que quer entrevistar o técnico Luiz Felipe Scolari.
Para dirigir o programa de Sabrina, foram cogitados Hélio Vargas, Odilon Coutinho, Allan Rapp, e Rodrigo Branco. Foram escolhidos Rita Fonseca, Carlos César Filho e Deto Costa.
A Record pretende utilizar um drone, em forma de deboche, em relação ao programa anterior de Sabrina, o Pânico na Band da emissora Rede Bandeirantes, que em agosto de 2013, usou o mesmo veículo aéreo não tripulado ao tentar invadir o espaço aéreo do reality show A Fazenda 6, gravado em Itu, no interior de São Paulo. O objetivo do humorístico era informar Sheila Carvalho, então participante da atração, que seu marido, Tony Salles, a havia traído com outra mulher. O drone da Bandeirantes ficou em poder da Record, que agora pretende fazer graça com a situação.
O orçamento e a equipe do programa teriam causado descontentamento entre o elenco da Record.

## Divulgação
Sabrina Sato participou de diversos programas da Record antes da estreia e como forma de divulgação de seu programa, a primeira aparição foi no Domingo Espetacular em 2 de fevereiro de 2014, esteve ao vivo na estreia do Domingo Show em 23 de março, em 29 de março esteve no Legendários, em 31 de março participou do Roberto Justus +, em 6 de abril esteve no programa O Melhor do Brasil.
Nas chamadas, Sabrina invade os programas da Record, algo anteriormente já feito por Rafinha Bastos e Danilo Gentili nas chamadas do Agora É Tarde na Rede Bandeirantes e The Noite no SBT, respectivamente, o que foi interpretado como falta de criatividade.

## Exibição
A estreia estava prevista para 5 de abril, e cogitada para maio. A estreia foi definida para 26 de abril, ocupando o lugar da sessão de filmes Cine Maior e entregando para o Legendários.
A cantora Ivete Sangalo seria a primeira atração na sua estreia, com declarações tanto de Ivete quanto de Sabrina sobre a participação, mas a Rede Globo, onde Ivete é contratada como jurada do programa Superstar, teria vetado, e Ivete informou a Record que não participaria do programa. Ivete, no entanto, negou o veto da Globo, e a assessoria da Record afirmou que o convite não tinha sido passado oficialmente pela emissora e ainda não definiu os convidados, já que o programa está em fase de produção.
Para a estreia, os diretores ligaram para a Associação Aliança Cultural Brasil-Japão e pediram que conseguissem 200 japoneses para a plateia.
Em 3 de abril, o Instagram oficial do programa divulgou imagens de Sabrina gravando no cenário da atração.
Em abril de 2017 a emissora passa a exibir o programa as 21h30 devido a reprise do programa Dancing Brasilem Março o Programa Da Sabrina deixará a emissora de mãos lavadas e promete mudanças. Em 2018 foi anunciando que a apresentadora assumiria o quadro Vai dar Namoro, mas o quadro acabou não saindo do papel. Em 2019 a imprensa noticiou que o Vai Dar Namoro poderia voltar como quadro ou programa próprio. Na época de O Melhor do Brasil o quadro alcançava excelentes índices de audiência.
Na estreia, começando com o quadro Sabrina Esteve Aqui, em seguida, no palco, Sabrina recebeu a cantora Anitta e o grupo Porta dos Fundos, do qual faz parte seu ex namorado João Vicente de Castro. Estreou o game show Meu Marido é o Cara, e apresentou uma entrevista com Tom Cavalcante. Marcos Mion apareceu de surpresa no encerramento do programa. No dia 30 de março de 2019, a RecordTV dá fim ao programa.

## Equipe
- Gabriel Totoro (2014): Repórter e humorista
- Rodrigo Capella (2015–2019): Repórter e humorista
- Vivi Sanches (2015–2019): Assistente de palco

## Recepção

### Audiência
Programa da Sabrina estreou em segundo lugar na Grande São Paulo, de acordo com o Ibope, marcou 10 pontos de média com pico de 12, ante 20 da Globo e 5 do SBT. Em seu segundo programa caiu para 8 e depois 5. Trazendo sinais de desgaste, em 2018, a atração chegou a perder 49 dos 50 confrontos para o SBT, tendo uma queda de 18% na audiência desde sua estreia, totalizando míseros 5,5 pontos de média anual até meados de 15 de dezembro na capital paulista.

### Prêmios e indicações
| Ano  | Prêmiora                 | Categoria                                            | Trabalho            | Resultado |
| ---- | ------------------------ | ---------------------------------------------------- | ------------------- | --------- |
| 2014 | Capricho Awards          | Programa de TV Nacional                              | Programa da Sabrina | Indicado  |
| 2014 | Retrospectiva UOL        | Melhor Apresentadora                                 | Sabrina Sato        | Indicado  |
| 2014 | Prêmio Quem de Televisão | Melhor Apresentador                                  | Sabrina Sato        | Indicado  |
| 2015 | Prêmio TV Foco           | Melhor Apresentadora                                 | Sabrina Sato        | Indicado  |
| 2015 | Prêmio Geração Glamour   | Melhor Apresentadora                                 | Sabrina Sato        | Venceu    |
| 2015 | Troféu Internet          | Melhor Animadora ou Apresentadora de Auditório de TV | Sabrina Sato        | Indicado  |
| 2015 | Troféu Imprensa          | Melhor Animadora ou Apresentadora de Auditório de TV | Sabrina Sato        | Indicado  |